# Edem Rjaïbi
Edem Rjaïbi (* 5. April 1994) ist ein tunesischer Fußballspieler.
Rjaïbi qualifizierte sich 2012 mit Club Athlétique Bizertin als Tunesischer Vizemeister für die Qualifikation der CAF Champions League 2013. 2013 wurde er mit Bizertin Tunesischer Pokalsieger.